# HD 128311 b
إتش دي 128311 ب هو كوكب خارج المجموعة الشمسية يبعد حوالي 54 سنة ضوئية في كوكبة العواء. ويدور هذا الكوكب في مدار منحرف على بعد 1.1 وحدة فلكية من نجمه (إتش دي 128311). الكتلة الأدنى له تقدر بـ2.19 كتلة مشتري.

## وصلات خارجية
- "Notes for planet HD 128311 b". The Extrasolar Planets Encyclopaedia. مؤرشف من الأصل في 2019-12-07. اطلع عليه بتاريخ 2008-08-18.
- "HD 128311". Exoplanets. مؤرشف من الأصل في 2016-11-30. اطلع عليه بتاريخ 2008-08-18.